# Sonam Dolma Brauen
Pour les articles homonymes, voir Dolma (prénom tibétain) et Brauen.
Sonam Dolma Brauen, née le 30 janvier 1953 au Kongpo au Tibet, est une artiste contemporaine, peintre et sculptrice tibéto-suisse.
Son style d'expression est l'abstrait. Elle réalise aussi des  installations artistiques en relation notamment avec la situation politique au Tibet. Elle est une des rares femmes artistes contemporaines tibétaines de sa génération,.

## Biographie

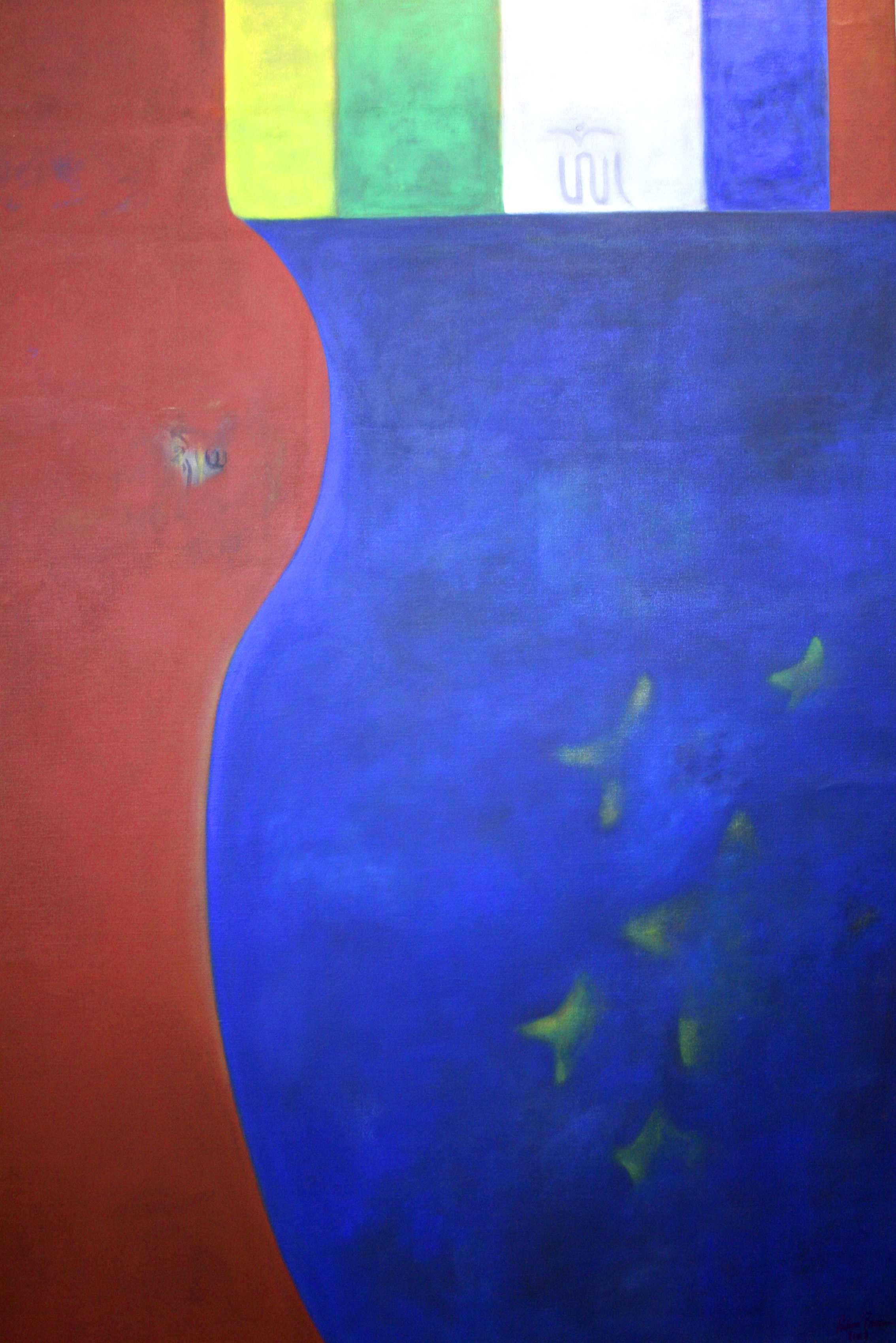
Œuvre de Sonam Dolma pour l'exposition « Visionary artists for Tibet ».

Sonam Dolma Brauen est née le 30 janvier 1953, cinq jours avant le Nouvel An tibétain, dans le Kongpo où elle a vécu six ans avant de partir pour l'exil avec ses parents en 1959, lors de l'exode tibétain. Sa sœur, âgée de 4 ans, meurt au cours du périple. En arrivant en Inde, pour gagner leur vie, elle travaille avec sa famille à la construction de routes. Son père, qui était moine, meurt d'épuisement. Plus tard, avec sa famille, elle rejoint Simla et Dehradun, et est scolarisée dans une école anglaise. À 19 ans, en 1973, elle émigre en Suisse et s'installe à Berne avec sa mère et son époux, l'ethnologue et conservateur de musée suisse Martin Brauen, avec qui elle a deux enfants, l'actrice et écrivain Yangzom Brauen et Tashi Brauen, enseignant et artiste.
En 1990, elle suit une formation artistique à la Haute école des arts de Berne. En juin 2008, elle s'installe pour trois ans à New York avec son mari.
En septembre 2009, deux émissions lui sont consacrées à la télévision allemande, 3 nach 9 (de) et ttt – titel, thesen, temperamente (de).
Sonam a participé au 2011 Millennial Anniversary of Tripitaka Koreana/Haein Art Project en exposant au Haeinsa Janggyeong Panjeon et au musée Seongbo situé dans le temple Woljeongsa en Corée du Sud en septembre 2011.
En 2013, avec quinze autres artistes, elle expose, dans la nef de l'ancienne église du Noirmont, une installation consistant en plusieurs milliers de douilles de cartouches usagées disposées au sol de façon à former un boumerang.
Elle a exposé en solo dans de nombreuses galeries et musées en Europe et aux États-Unis : la In Galerie Sonnenhof et la Galerie Artraktion à Berne, la Galerie Planaterra à Coire, la Songtsen House à Zurich, la Galerie Atelier Wandelbar à Gstaad, la Galerie in der Alten Fabrik à Rapperswil, le Wereldmuseum à Rotterdam, la C X Silver Gallery à Brattleboro dans le Vermont. Elle a exposé avec d'autres artistes à la Neuhof Gallery, Fuller Building et au Studio open day, Long Island City, à la Tria Gallery, à la cathédrale Saint-Jean le Divin à New York ainsi qu'à la Courtyard Gallery, Christopher Farr à Los Angeles.
En mars 2015, elle est l'un des artistes contemporains tibétains en exil et occidentaux influencés par le Tibet sélectionnés par la Trace Foundation pour célébrer son 20e anniversaire et exposer au Rogue Space Chelsea à New York sur le thème « Qu'est-ce que cela signifie d'être tibétain aujourd'hui ? ». Elle présente une installation intitulée “My Father’s Death” (La Mort de mon Père).

## Œuvre
Sonam Dolma Brauen est la seule artiste née au Tibet et vivant hors d'Asie à avoir exposé ses œuvres en public.

### Peinture

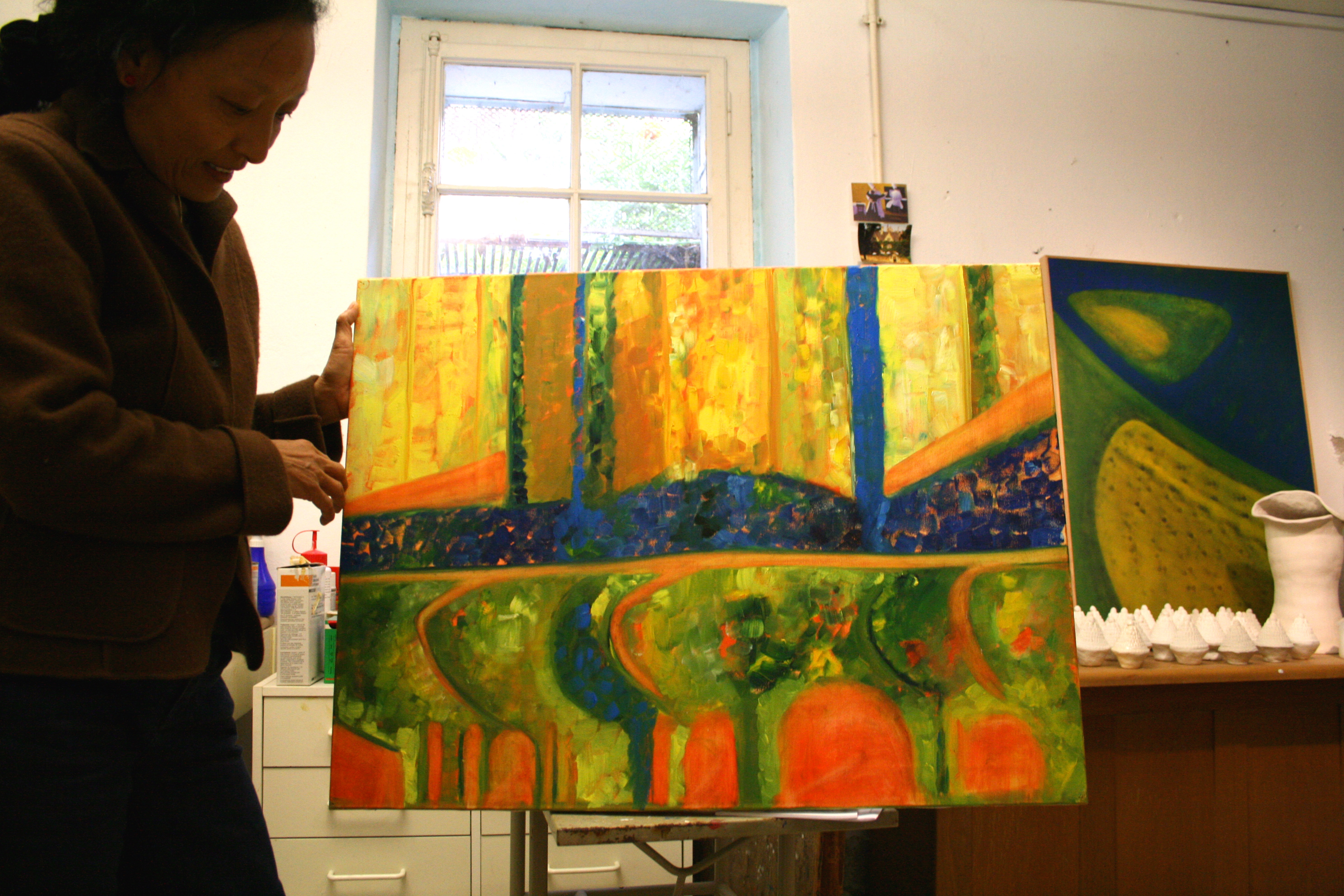
Peinture de 2008 de Sonam Dolma Brauen.

L'œuvre de Sonam Dolma Brauen est abstraite. Elle ne recourt donc à aucun symbolisme tibétain visible, bien qu'elle affirme considérer l'art abstrait comme une apparition illusoire de la notion philosophique bouddhique du vide (śūnyatā).
Sonam Dolma Brauen travaille depuis plusieurs années sur une série de peintures intitulée Yishen, sur les auto-immolations au Tibet où depuis 2009, plus de 150 Tibétains ont commis des actes d'auto-immolation par le feu pour protester contre la répression croissante de leur peuple par le gouvernement chinois. Yishen est un mot chinois qui signifie « quitter son corps ». Dans ses peintures, Sonam reprend ce signal de désespoir, qui n'a guère reçu de couverture médiatique en Occident, explorant soigneusement l'abstraction d'abandon et de foi intenses dans ce qui reste de ces personnes qui ont disparu dans les flammes.

### Installation
Quand elle a habité New York, Brauen a commencé à travailler davantage sur les installations artistiques, utilisant des matériaux et des objets comme des robes de moines tibétains, du plâtre, des douilles de munitions vides. Certains de ses travaux provocateurs utilisent des dents et des munitions et évoquent la société contemporaine. Ses installations expriment des thèmes actuels qui la préoccupent : le machisme et sa relation au pouvoir, l'argent et la guerre, ou encore la situation politique dans son pays d'origine, le Tibet.